# 阿戇妹
《阿戇妹》，2011年台灣電視劇，為客家電視台九點檔社會寫實劇，內容物數位電影製作有限公司製作，由黃采儀、廖苡喬、許仁杰、黃健瑋、王琄、洪綺陽、吳中天、游詩璟、柯一正、藍葦華、賈孝國、羅思琦、尤勞尤幹、吳心愛、蔡佾玲主演。故事描寫一個在私娼寮中生下來的小女孩，在眾家「姐妹」的呵護下愉快地成長，卻仍不免因愛錯人而被賣入火坑，遭毒打變成癡呆狀，也因此被稱為「阿戇妹」。
逃出火坑的阿戇妹生下一子，眾人怕她沒能力照顧而將小孩抱給別人養。等到第二胎生女兒時，戇妹抱著女兒離開寄居的伯公廟，四處流浪乞討，之後自力更生做著小生意，生活漸漸好轉。然而造化弄人，戇妹因故涉入一件殺人案，在法庭上起訴她的檢察官，竟然就是他的兒子…。
本劇於2011年9月17日首播。

## 播出時間
以下時間以當地時間（台灣時間）為準

### 首播
| 片名   | 頻道       | 所在地 | 播放日期及時間                |
| ------ | ---------- | ------ | ----------------------------- |
| 阿戇妹 | 客家電視台 | 台灣   | 2011年9月17日每週六21：00播出 |

### 重播
| 片名   | 頻道       | 所在地 | 播放日期及時間                    |
| ------ | ---------- | ------ | --------------------------------- |
| 阿戇妹 | 客家電視台 | 台灣   | 2011年9月18日每週二~週五01:30播出 |

## 演員陣容

### 主要演員
| 演員   | 角色     | 介紹 | 登場集數 |
| 黃采儀 | 艷梅     | 她戇，但她的「戇」，卻像是看透人生大起大落的「悟」。儘管一生坎坷，黑暗經常遮蔽了道路，但她最終仍相信生命、相信愛。 |          |
| 廖苡喬 | 梅英     | 少女時代的阿戇妹，出身在私娼寮，社會底層的生活並沒有消磨她的純真，然而卻因為錯愛了鴇母的不肖兒子，而被推入火坑…    |          |
| 王琄   | 阿香姨   | 「玉春院」的老闆娘，梅英的養母。面惡心善，往往對待旗下的「小姐」如同女兒，卻不料被親生兒子阿昌背叛。               |          |
| 羅思琦 | 張中校   | 阿香姨的異性知己，不但介紹軍中同袍光顧玉春院，也是阿春姨傾訴心事的對象，但後來卻因採購案被人設陷。                 |          |
| 洪綺陽 | 春妹     | 玉春院的頭牌，對梅英影響甚大。想在歡場中尋得真愛，不論對方是男是女，但終究未能得償所願，含恨而終。                 |          |
| 許仁   | 少年阿昌 | 阿香姨的兒子，與梅英曾有段純純之戀，卻因染上賭癮，不但賠掉了私娼寮，也改變了阿戇妹的命運。                         |          |

### 其他演員
| 演員     | 角色   | 介紹 | 登場集數 |
| 藍葦華   | 阿保   | 賭場保鑣，在黑道老大指使下，設計引誘阿昌染上賭癮而賠掉玉春院與梅英，繼而改變了阿戇妹的一生。                  |          |
| 黃健瑋   | 勇仔   | 安樂酒家的圍事與馬伕，卻也是一直守護著艷梅（阿戇妹）的人，但卻敵不過艷梅對阿昌的一片癡情…                     |          |
| 尤勞尤幹 | 將軍   | 號稱自己是退役將軍的遊民首領，卻在生命將盡前透露了不為人知的秘密…                                             |          |
| 吳中天   | 劉建明 | 原本是前途看好的檢察官，卻因為一念之差誤入歧途，牽扯一樁重大弊案。他卻不知道，受到牽連的，還有自己的親生母親… |          |
| 吳心愛   | 福妹   | 戇妹的女兒，原本與母親一同開雜貨店營生，後來打工從事酒促小姐的工作，卻不被戇妹接受。                          |          |
| 柯一正   | 謝泉雄 | 檢察總長，與立委邱一郎頗有交情，兩人似乎有不可告人的秘密。                                                    |          |
| 蔡佾玲   | 謝凌心 | 泉雄的女兒，後來成為建明的妻子，卻也成為改變建明的關鍵人物。                                                  |          |
| 賈孝國   | 邱一郎 | 立法委員，為了開脫兒子的殺人罪嫌，重金找上了建明實習的地方，也就是建明女友的父親所開的律師事務所。            |          |
| 游詩璟   | 陳思媛 | 建明的大學同學，也是戀人，兩人卻因為邱一郎兒子的殺人案件而形同陌路，最後甚至成為法庭上經常對立的雙方。        |          |

### 客串演出
| 演員       | 角色 | 介紹       | 登場集數 |
| 陳曉恩     |      |            |          |
| MIGO       | 阿鴻 |            |          |
| 鄭宜農     |      |            |          |
| 林沛萱     |      |            |          |
| 大西由希也 | 阿澤 | 日本模特兒 |          |
| 鍾其翰     | 志工 |            |          |
| 陳湘帆     | 阿敏 |            |          |

## 電視劇歌曲
| 曲別   | 歌名         | 演唱者 | 作詞   | 作曲   |
| 片頭曲 | 有你，我不怕 | 鄭宜農 | 陳南宏 | 吳志寧 |
| 片尾曲 | 尋你         | 吳志寧 | 陳南宏 | 張文翰 |

## 重要場景
- 台南市58巷美睫沙龍
- 台南市地方法院

## 製作團隊
- 製作人：
- 編　劇：楊景翔、張綺恩 、陳南宏
- 導　演：林志儒
- 製作公司：內容物數位電影製作有限公司
- 贊助單位：

## 節目獎項
| 第47屆金鐘獎     |                                |      |
| 獎項             | 受獎者                         | 結果 |
| 戲劇節目獎       | 阿戇妹                         | 提名 |
| 戲劇節目男主角獎 | 黃健瑋                         | 提名 |
| 戲劇節目女主角獎 | 黃采儀                         | 提名 |
| 戲劇節目男配角獎 | 賈孝國                         | 獲獎 |
| 戲劇節目導演獎   | 林志儒                         | 提名 |
| 戲劇節目編劇獎   | 林志儒、楊景翔、陳南宏、張綺恩 | 提名 |

## 外部連結
- 《阿戇妹》官方網站 （页面存档备份，存于）
- 《阿戇妹》Facebook （页面存档备份，存于）
- 客家劇場Facebook[永久]

## 作品的變遷
| 客家電視台 週六21：00-21：50 | 客家電視台 週六21：00-21：50      | 客家電視台 週六21：00-21：50 |
| ---------------------------- | --------------------------------- | ---------------------------- |
|                              | 阿戇妹 （2011.09.17 -2012.01.28） |                              |
| 菸田少年(重播)               | -                                 |                              |